# Tharyx annulosus
Tharyx annulosus är en ringmaskart som beskrevs av Hartman 1965. Tharyx annulosus ingår i släktet Tharyx och familjen Cirratulidae. Inga underarter finns listade i Catalogue of Life.